# Daniel Peña Sánchez de Rivera
Daniel Peña Sánchez de Rivera (Madrid, 1948) és doctor enginyer industrial per la Universitat Politècnica de Madrid, diplomat en Sociologia i Estadística per la Universitat Complutense de Madrid i ITP en Administració d'empreses per la Universitat Harvard. Ha estat rector de la Universitat Carles III de Madrid des d'abril de 2007 a abril de 2015, i en fou reelegit al març de 2011 per un període addicional de quatre anys.

## Trajectòria
Ha estat catedràtic a la Universitat Politècnica de Madrid, de la Universitat de Wisconsin-Madison i de la Universitat de Chicago. Va ser membre de la Comissió Gestora i vicerector de la Universitat Carles III de Madrid (1992- 1995), on hi és catedràtic.
Ha estat director fundador del Departament de Mètodes Quantitatius de l'Escola d'Organització Industrial, del Laboratori d'Estadística a l'ETSII-UPM, així com dels departaments d'Economia i Estadística i Econometria de la Universitat Carles III de Madrid.
Ha estat director de la Revista Estadística Española i president de la Societat Espanyola d'Estadística i Recerca Operativa, president fundador del Comitè de Mètodes Estadístics en l'Associació Espanyola de la Qualitat i membre del Consell Superior d'Estadística de l'Estat, vicepresident de l'Institut Interamericà d'Estadística i president de European Courses in Advanced Statistics.
Ha publicat catorze llibres i més de dos-cents articles de recerca sobre Estadística, Econometria, Qualitat i les seves aplicacions. Editor associat de diverses revistes internacionals, ha rebut premis de recerca nacionals i internacionals; en 2006 li van atorgar el Youden Prize al millor article publicat a Technometrics, en 2011 el Premi Rei Jaume I d'Economia, i el d'Enginyer de l'any pel Col·legi Oficial d'Enginyers Industrials de Madrid.
És membre d'honor de prestigioses associacions internacionals com l'Institute of Mathematical Statistics i l'American Statistical Association.

## Obres
- Regresión y diseño de experimentos Madrid : Alianza Editorial, D.L. 2010. ISBN 978-84-206-9389-7
- Análisis de series temporales Madrid : Alianza Editorial, D.L. 2010. ISBN 978-84-206-6945-8
- Fundamentos de estadística Madrid : Alianza Editorial, [2008. ISBN 978-84-206-8380-5
- Análisis de series temporales Alianza Editorial, 2005. ISBN 978-84-206-9128-2
- Análisis de datos multivariantes McGraw-Hill Interamericana de España, 2002. ISBN 84-481-3610-1
- Regresión y diseño de experimentos Alianza Editorial, 2002. ISBN 84-206-8695-6
- Fundamentos de estadística Alianza Editorial, 2001. ISBN 84-206-8696-4
- Cómo controlar la calidad amb Albert Prat Bartés. Madrid : Instituto de la Pequeña y Mediana Empresa Industrial, 1986. ISBN 84-398-7775-7
- Estadística, modelos y métodos Alianza Editorial, 1986. ISBN 84-206-8983-1